# Mundok
Mundok (hangul: 문덕군, Mundok-kun, handzsa: 文德郡, RR: Mundŏk-kun, ’(Uldzsi) Mundok ((Eulji) Mundeok) vélelmezett szülőhelye’) megye Észak-Koreában, Dél-Phjongan (P'yŏngan) tartományban. 1952-ben választották le Andzsu (Anju) külterületéből, ekkor emelték megyei rangra is.

## Földrajza
Északnyugatról Észak-Phjongan (P'yŏngan) tartomány Undzson (Unjŏn) megyéje, északkeletről Andzsu (Anju) városa, keletről Ungok (Un'gok), délről Szukcshon (Sukch'ŏn) megye, nyugatról a Sárga-tenger határolja. A nyugati részén, enklávéként helyezkedik el Cshongnam (Ch'ŏngnam).
Legmagasabb pontja az 534 méter magas Maduszan (마두산; 馬頭山, Madusan).

## Közigazgatása
1 községből (up (ŭp)), 21 faluból (ri (ri)) és 1 munkásnegyedből (rodongdzsagu (rodongjagu)) áll:
| - Mundok-up (문덕읍; 文德邑, Mundŏk-ŭp) - Kumgje-ri (금계리; 金溪里, Kŭmgye-ri) - Namszanggje-ri (남상계리; 南上溪里, Namsanggye-ri) - Nami-ri (남이리; 南二里, Nami-ri) - Tongnim-ri (동림리; 東林里, Tongnim-ri) - Tongsza-ri (동사리; 東四里, Tongsa-ri) - Rjongnam-ri (룡남리; 龍南里, Ryongnam-ri) - Rjongdam-ri (룡담리; 龍潭里, Ryongdam-ri) - Rjongnim-ri (룡림리; 龍林里, Ryongnim-ri) - Rjongban-ri (룡반리; 龍盤里, Ryongban-ri) - Rjongo-ri (룡오리; 龍五里, Ryongo-ri) - Rjongdzsung-ri (룡중리; 龍中里, Ryongjung-ri) | - Rjonghung-ri (룡흥리; 龍興里, Ryonghŭng-ri) - Ripszok-ri (립석리; 立石里, Ripsŏk-ri) - Maszan-ri (마산리; 馬山里, Masan-ri) - Manhung-ri (만흥리; 萬興里, Manhŭng-ri) - Szangbuktong-ri (상북동리; 上北洞里, Sangbuktong-ri) - Szangphal-ri (상팔리; 上八里, Sangp'al-ri) - Szongbop-ri (성법리; 聖法里, Sŏngbŏp-ri) - Orjong-ri (어룡리; 漁龍里, Ŏryong-ri) - Inhung-ri (인흥리; 仁興里, Inhŭng-ri) - Phungnjon-ri (풍년리; 豊年里, P'ungnyŏn-ri) - Szoho-rodongdzsagu (서호로동자구; 西湖勞動者區, Sŏho-rodongjagu) |

## Gazdaság
Mundok (Mundŏk) megye gazdasága mezőgazdaságra, élelmiszeriparra, hétköznapi cikkek gyártására és gépiparra épül.

## Oktatás
Mundok (Mundŏk) megye 1 mezőgazdasági főiskolának, emellett kb. 50 egyéb oktatási és művelődési intézménynek ad otthont.

## Egészségügy
A megye számos egészségügyi intézménnyel rendelkezik, köztük egy megyei szintű kórházzal, illetve két helyi szanatóriummal.

## Közlekedés
A megye közutakon a szomszédos helységek felől közelíthető meg. A megye vasúti kapcsolattal rendelkezik, a Phjongi (P'yŏngŭi) vasútvonal része.